# Christoph Kalkowski
Christoph Kalkowski (* 1967 in Leipzig) ist ein deutscher Hörspielregisseur und -autor.

## Leben
Kalkowski arbeitete als Kfz-Mechaniker, „staatlich geprüfter Schallplattenunterhalter“ und als Tonmeister am Deutschen Theater Berlin, am Wiener Burgtheater und an der Volksbühne Berlin. 2000 führte er Regie für David Gieselmanns Hörspiel Blauzeugen, das im März des Jahres Hörspiel des Monats wurde. Neben weiteren Regiearbeiten fungierte er in mehreren Hörspielen auch als Koautor.

## Hörspiele
Quelle: ARD-Hörspieldatenbank
- 1999: Marius von Mayenburg: Haarmann (Technische Realisierung) – Regie: Wulf Twiehaus (Original-Hörspiel – Deutschlandradio/Studio elektro-automatisch)
- 2000: David Gieselmann: Blauzeugen (Regie) (Originalhörspiel – Deutschlandradio/Studio elektro-automatisch (Auftragsproduktion))
  - Auszeichnungen: Hörspiel des Monats März 2000 und Hörspielpreis Der Lautsprecher 2000
- 2001: Oskar Panizza: Die Menschenfabrik (Bearbeitung und Regie) (Hörspielbearbeitung, Science-Fiction-Hörspiel – Studio elektro-automatisch/Deutschlandradio)
- 2001: Mit Co-Autor David Gieselmann: Der Android (auch Regie) (Originalhörspiel, Science-Fiction-Hörspiel – WDR)
- 2003: Alfred Savoir, Léopold Marchand: Grand Guignol: Im Angesicht des Todes – Bearbeitung und Regie: Matthias Wittekindt, Christoph Kalkowski (Hörspielbearbeitung – Deutschlandradio/Matthias Wittekindt (Auftragsproduktion))
- 2003: Charles Foley, André de Lorde: Der Tod hört mit – Bearbeitung und Regie: Matthias Wittekindt, Christoph Kalkowski (Hörspielbearbeitung, Kriminalhörspiel – WDR/Studio elektro-automatisch)
- 2007: Daniel Goetsch: Der Fleischgott (Regie) (Originalhörspiel – WDR)
- 2007: Mit Co-Autor Matthias Wittekindt: Der Kongress der Supervisionäre (auch Regie) (Originalhörspiel, Science-Fiction-Hörspiel – RBB)
- 2010: Daniel Goetsch: Kein Wort zu Oosterbeek (Regie) (Originalhörspiel – WDR/Daniel Goetsch (Auftragsproduktion))
- 2011: Alfred Kubin: Die andere Seite (Regie) (Hörspielbearbeitung – WDR/Alfred Kubin (Auftragsproduktion))
- 2011: Yishai Sarid: Limassol (Bearbeitung und Regie) (Hörspielbearbeitung, Kriminalhörspiel – WDR)
- 2012: Élisabeth Filhol: Der Reaktor (Bearbeitung und Regie) (Hörspielbearbeitung – SWR)
- 2014: Jewgeni Iwanowitsch Samjatin: Wir (Regie) (Hörspielbearbeitung, Science-Fiction-Hörspiel – SWR)
- 2019: Ernst Toller: Masse – Mensch (Regie) (Hörspielbearbeitung – NDR)
  - Auszeichnung: hr2-Hörbuchbestenliste November 2019 (5. Platz)